# 14 Wellington Square

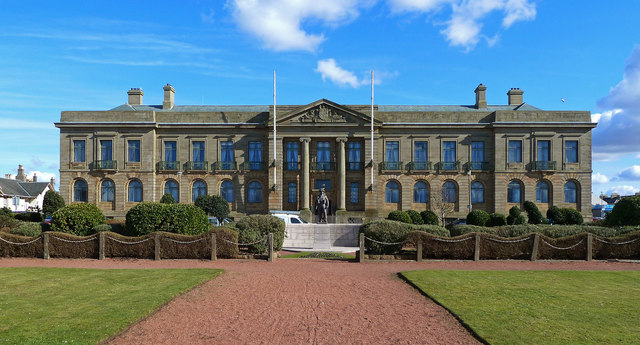
14 Wellington Square

Unter der Adresse 14 Wellington Square in der schottischen Stadt Ayr in der Council Area South Ayrshire befindet sich ein öffentliches Gebäude. 1971 wurde es in die schottischen Denkmallisten in der höchsten Kategorie A aufgenommen. Des Weiteren bildet es mit zwei umliegenden Gebäudekomplexen ein Denkmalensemble der Kategorie B. Die öffentliche Ausschreibung im November 1817 gewann der zu diesem Zeitpunkt erst 27-jährige Architekt Robert Wallace aus London. Das Gebäude wurde zwischen 1818 und 1822 errichtet.

## Beschreibung
Das Gebäude ist Teil eines administrativen Komplexes der Stadt Ayr gegenüber dem Wellington Square nahe dem Ufer des Firth of Clyde. Es beherbergt das Büro des Sheriffs und der Personen seines Aufgabenbereiches sowie ein Gericht.
Das zweistöckige Gebäude ist im klassizistischen Stil gestaltet. Es ist elf Achsen weit, die nach dem Muster 4–3–4 gruppiert sind. Das Mauerwerk besteht aus poliertem Quaderstein. Die Fassaden sind mit umlaufenden Gesimsen gestaltet. Die ostexponierte Frontseite ziert ein Portikus mit vier ionischen Säulen und Dreiecksgiebel. Das mittige Eingangsportal ist mit auskragendem Gesimse verdacht. Ebenerdig sind Rundbogenfenster mit Schlusssteinen verbaut, während im Obergeschoss längliche Sprossenfenster mit schlichtem Gesimse zu finden sind. Das Dach ist hinter einer umlaufenden Balustrade verborgen. Sichtbar bleibt jedoch die zentrale Kuppel mit verglaster Laterne. Sowohl die acht Achsen weiten Seitenfassaden wie auch die ebenfalls acht Achsen weite rückwärtige Fassade sind im Stile der Frontseite gestaltet.